# One of Us (Joan Osborne-låt)

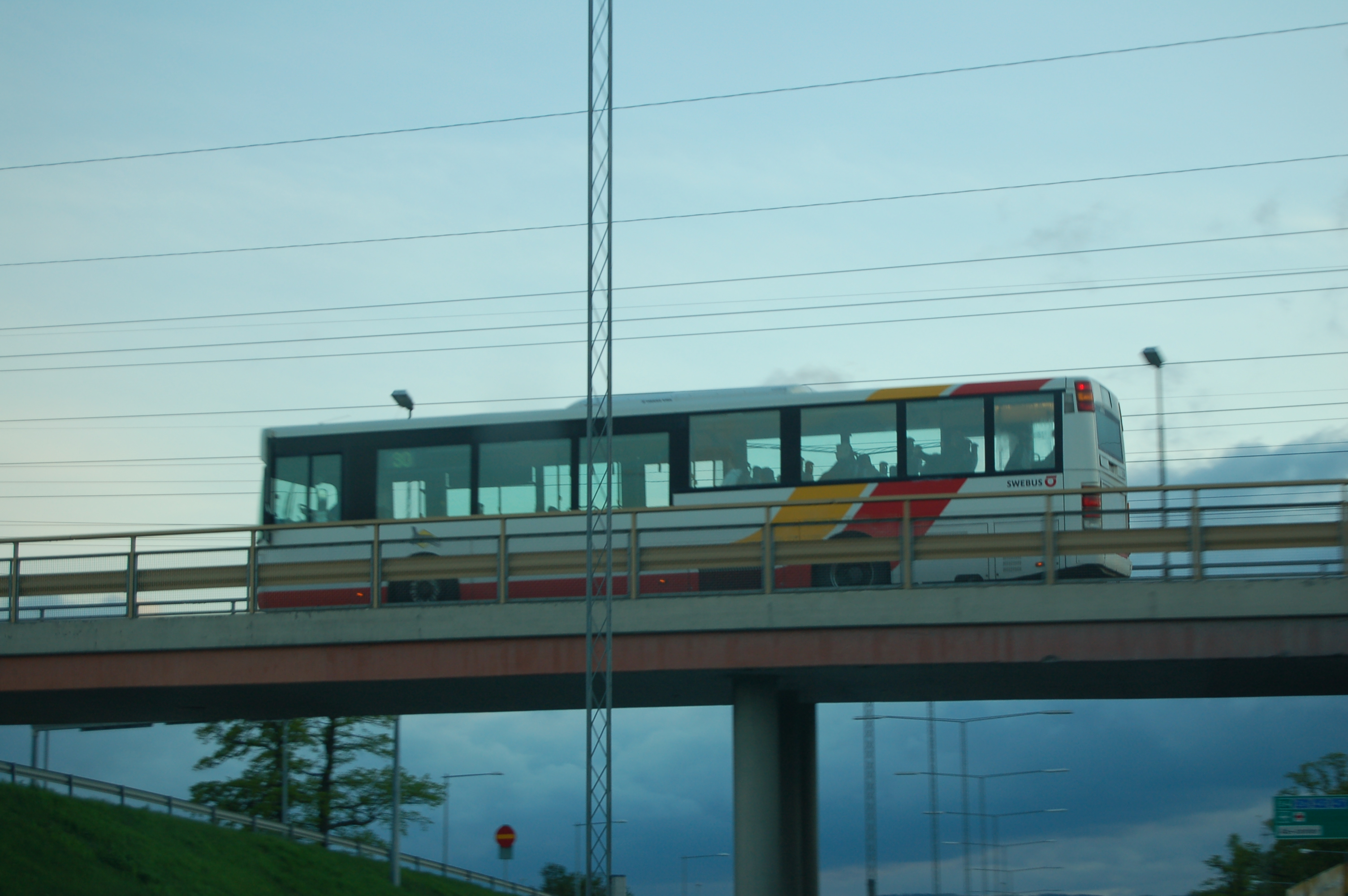
Sångexten undrar om Gud kanske är en främling på bussen.

One of Us är en sång skriven av Eric Bazilian (från The Hooters) och ursprungligen inspelad av Joan Osborne. Sången handlar om olika sätt att tro på Gud, och ställer frågan om han går omkring osedd på Jorden. Sången använder bland annat vardagliga samtidsuttryck som att han kanske reser hem med buss och kan ses som en vanlig främling i bussen, och den enda som ringer till honom i telefon är påven i Rom. Sångens titel kommer från refrängen, "What if God was one of us?" (en, på svenska: ”Tänk om Gud var en av oss?”), som sången ibland kallas.
Sången släpptes i mars 1995 på albumet Relish (producerat av Rick Chertoff), och nådde top 40 i november 1995. Med denna sång nominerades Joan Osborne till många Grammys 1995, bland annat bästa kvinnliga sånginsats inom pop, men vann ingen.
Kring januari 1996 nådde låten topp 10. Slutligen, i mars samma år, klättrade den upp på första platsen på Rock On The Net's ARC Weekly Top 40, och stannade där i två veckor. Den högsta placeringen på Billboard Hot 100 var 4:e plats.
På Trackslistan blev låten den tredje största hiten 1996.
En viss kontrovers uppstod med den romersk-katolska kyrkan. I videon till låten sitter en man som ska föreställa påven på stranden och talar i telefon, och en person som föreställer en ängel åker skateboard.[källa behövs]
Låten var signaturmelodi till den amerikanska TV-serien Mellan himmel och jord (Joan of Arcadia) från 2003.

## Låtlista

### CD-singel i Frankrike
1. "One of Us" (Edit) (4:16)
2. "One of Us" (Albumversion) (5:21)

### Maxi-CD
1. "One of Us" (edit) — 4:16
2. "Dracula Moon" — 6:21
3. "One of Us" (albumversion) — 5:21
4. "Crazy Baby" (live från Fox Theatre [Boulder, Colorado]) — 8:06

## Försäljningsnivåer
| Land  | Nivå    | Datum           | Antal   |
| ----- | ------- | --------------- | ------- |
| Norge | Platina | 1996            | 10 000  |
| USA   | Guld    | 26 januari 1996 | 500 000 |

## Listplaceringar
| Lista (1996)                        | Topplacering |
| ----------------------------------- | ------------ |
| Australiska singellistan            | 1            |
| Österrikiska singellistan           | 13           |
| Belgiska singellistan för Flandern  | 1            |
| Belgiska singellistan för Vallonien | 4            |
| Nederländska singellistan           | 14           |
| Finländska singellistan             | 19           |
| Franska singellistan                | 10           |
| Tyska singellistan                  | 18           |
| Irländska singellistan              | 8            |
| Lettiska speltoppen                 | 1            |
| Nyzeeländska RIANZ-singellistan     | 11           |
| Norska singellistan                 | 2            |
| Svenska singellistan                | 1            |
| Brittiska singellistan              | 6            |
| US Billboard Hot 100                | 4            |
| USA:s Hot Adult Contemporary Tracks | 20           |
| USA:s Hot Modern Rock Tracks        | 7            |
| USA:s Top 40 Mainstream             | 2            |

| Listplacering vid årets slut (1996) | Position |
| ----------------------------------- | -------- |
| Australiska singellistan            | 6        |
| Belgiska singellistan (Flandern)    | 8        |
| Belgiska singellistan (Vallonien)   | 16       |

## Coverversioner
- Ett år efter lanseringen, spelade Prince in en cover på sången på albumet Emancipation.
- Brad Roberts från Crash Test Dummies spelade 2001 in en coverversion på sitt soloalbum Crash Test Dude.
- Dancecovers av låten har spelats in av bland andra Outta Control, Nasara och Pariz.
- En R&B-cover på låten av Cheryl Pepsi Riley förekom 2005 i filmen Diary of a Mad Black Woman (2005).
- Martyn Joseph spelade in en version av låten.
- Gregorian spelade 2007 in låten på sitt album Masters of Chant Chapter VI.
- En parodi av Bob Rivers 1997 hette What If God Smoked Cannabis?.
- Savage Garden framförde låten live.

### Fotnoter
1. ↑  Försäljning i Norge Ifpi.no Arkiverad 8 november 2012 hämtat från the Wayback Machine. (läst 6 september 2008)
2. ↑  Försäljning i USA riaa.com Arkiverad 26 juni 2007 hämtat från the Wayback Machine. (läst 5 september, 2008)
3. 1 2 3 4  "One of Us", in various Singles Chart Lescharts.com (läst 19 februari 2008)
4. ↑  Irish Single Chart Irishcharts.ie (läst 19 februari 2008)
5. ↑  UK Singles Chart Everyhit.com (läst 19 februari 2008)
6. ↑  Billboard Billboard.com (läst 19 februari 2008)
7. ↑  Australian-Charts – One of Us på den australiska singellistan
8. ↑  Austriancharts – One of Us på den norska singellistan
9. ↑  Ultratop – One of Us på den flamländska singellistan
10. ↑  Ultratop – One of Us på den vallonska singellistan
11. ↑  Dutch Charts – One of Us på den nederländska singellistan
12. ↑  Finnishcharts – One of Us på den finländska singellistan
13. ↑  Les Charts – One of Us på den franska singellistan
14. ↑  Tyska singellistan Charts-surfer.de Arkiverad 2 februari 2009 hämtat från the Wayback Machine. (läst 5 september 2008)
15. ↑  Irish Single Chart Irishcharts.ie (läst 9 februari 2008)
16. ↑  Charts – One of Us på den nyzeeländska singellistan
17. ↑  Norwegiancharts – One of Us på den norska singellistan
18. ↑  Swedishcharts – One of Us på den svenska singellistan
19. ↑  "One of Us", UK Singles Chart Chartstats.com (läst 5 september 2008)
20. 1 2 3 4  Billboard Allmusic.com (läst 5 september 2008)
21. ↑  Australiska singellistan 1996 aria.com (läst 5 september 2008)
22. ↑  Belgiska singellistan (Flandern) 1996 Ultratop.be (läst 5 september 2008)
23. ↑  Belgiska singellistan (Vallonien) 1996 Ultratop.be (läst 5 september 2008)